# Phenablennius heyligeri
Phenablennius heyligeri és una espècie de peix de la família dels blènnids i de l'ordre dels perciformes.

## Morfologia
- Els mascles poden assolir 5,3 cm de longitud total.[1]

## Reproducció
És ovípar.

## Hàbitat
És un peix de clima tropical.

## Distribució geogràfica
Es troba a Sumatra, Borneo i Cambodja.